# Уто фон Фрайзинг
Уто фон Фрайзинг (на немски: Utto von Freising, Uto, Ovto, Vooto, Uodo, Udo; † 6 юли 907, битка при Пресбург) е от 906 до 907 г. епископ на Фрайзинг.

## Биография
Една година след започването на службата му като епископ той е убит заедно с множество баварски висши благородници и архиепископ Теотмар от Залцбург и епископ Захариас от Бриксен на 6 юли 907 г. в битката при Пресбург (Братислава) против Унгария.
Следващият епископ на Фрайзинг от 907 г. е Драхолф.